# Павловский сельский совет (Кегичёвский район)
Павловский сельский совет — входит в состав Кегичёвского района Харьковской области Украины.
Административный центр сельского совета находится в селе Павловка.

## История
- 1932 — дата образования.

## Населённые пункты совета
- село Павловка
- село Калюжино
- село Новоивановка
- село Писаревка